# Tumulus d'Avennes
 (août 2021).
Si vous disposez d'ouvrages ou d'articles de référence ou si vous connaissez des sites web de qualité traitant du thème abordé ici, merci de compléter l'article en donnant les références utiles à sa vérifiabilité et en les liant à la section « Notes et références ».
Le tumulus d'Avennes est une tombe gallo-romaine située sur le territoire de la commune de Braives, dans la province de Liège, en Belgique. Le tumulus est également connu sous le nom de tumulus de Braives.

## Situation
Le tumulus est situé sur le territoire de Braives, bien qu'il soit plus près du bourg d'Avennes. Il se trouve entre la chaussée romaine de Bavay à Cologne et la rue de la Tombe.

## Datation
Il s'agit d'un des plus anciens tumulus gallo-romains de Belgique et date de +/- 80 apr. J.-C.

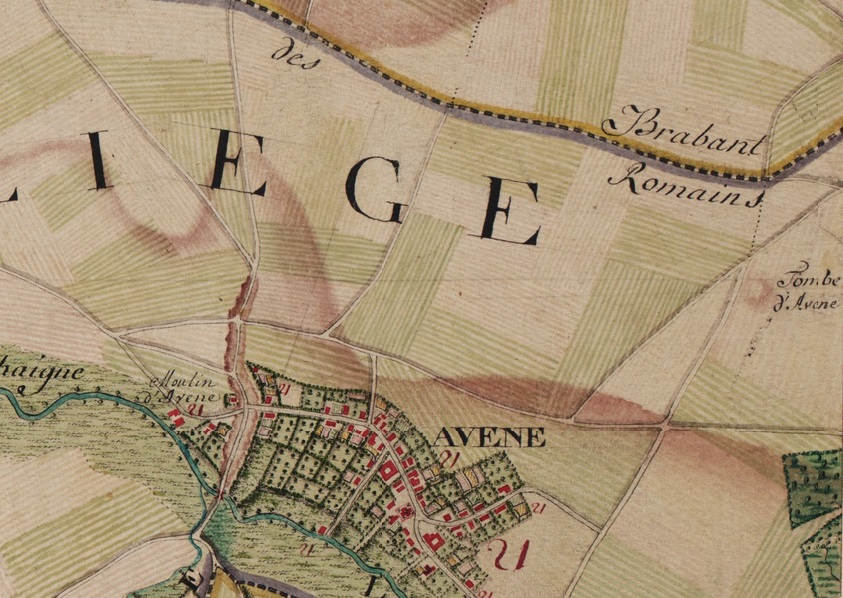
La tombe d'Avene sur la carte de Ferraris du XVIIIe siècle

## Historique
Sur la carte de Ferraris de 1777 (carte 134Bd) le tumulus est répertorié sous le nom de tombe d'Avene, ancienne orthographe du hameau d'Avennes.
Des fouilles ont livré plusieurs objets de l'époque des empereurs Flaviens. Ces objets sont conservés au Musée Curtius de Liège.

## Protection
Le tumulus, propriété de la commune de Braives, a été sauvegardé et mis en valeur par cette dernière. En 1978, le tumulus et ses environs immédiats ont été inscrits sur une liste de protection de la Commission royale des monuments et des sites.